# İkinci Meyniman
İkinci Meyniman är en ort i Azerbajdzjan.   Den ligger i distriktet Hacıqabul Rayonu, i den östra delen av landet, 100 km väster om huvudstaden Baku. Antalet invånare är 300.
Terrängen runt İkinci Meyniman är mycket platt. Runt İkinci Meyniman är det ganska tätbefolkat, med 80 invånare per kvadratkilometer.. Närmaste större samhälle är Şirvan, 19,9 km sydost om İkinci Meyniman.
Trakten runt İkinci Meyniman består till största delen av jordbruksmark.